# 매직 마우스

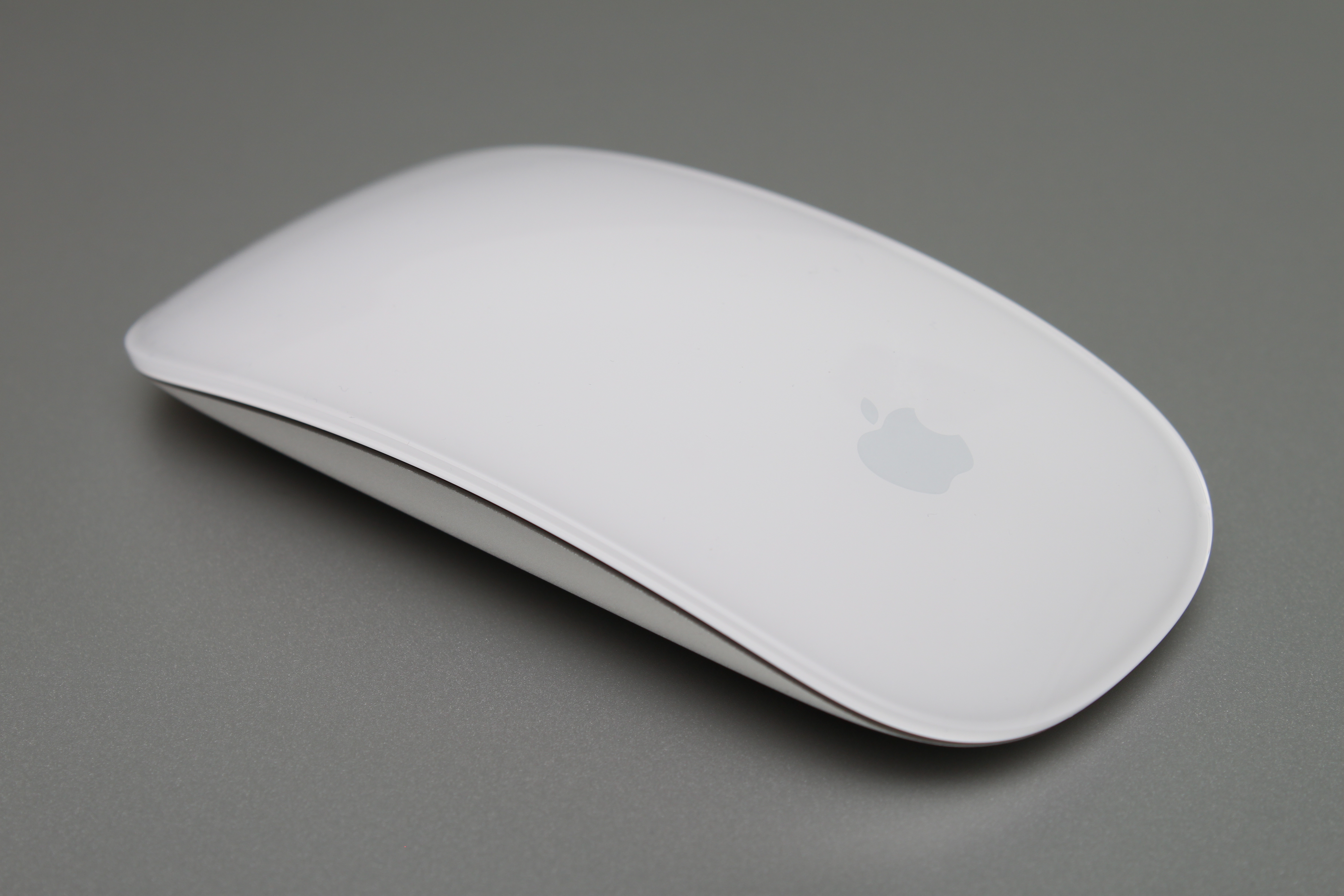
애플 매직 마우스

매직 마우스(Magic Mouse)는 애플에서 생산, 판매하는 멀티터치 마우스이다. 2009년 10월 20일에 발매되었다. 매직 마우스는 멀티터치가 가능한 최초의 상용 마우스이다. 기존의 '마이티 마우스' 대신 '매직 마우스'라는 이름이 붙은 이유는, 기존 제품명의 저작권이 비아콤에 있기 때문이다. 아이폰, 아이팟 터치, 멀티터치 트랙패드와 더불어 매직 마우스는 손동작을 이용해 데스크톱 컴퓨터를 다루는 새로운 방법을 제시했다.
매직 마우스의 상단 표면은 하나로 이어져 있으며 일반적인 마우스와 달리 버튼이 없다. "Magic Mouse의 상단 표면 전체가 Multi-Touch 영역"이다. 한 손가락을 얹은 채 어느 방향으로든지 움직이면 그 방향으로 스크롤된다. 일반적인 마우스와 달리 상하뿐 아니라 좌우로도 스크롤할 수 있는 것이 특징이다. 두 손가락을 얹은 채 좌우로 움직이면 인터넷 브라우저나 키노트, 사진 등에서 각각 뒤로 가기, 앞으로 가기를 수행할 수 있다. 맥북에 달려 있는 트랙패드의 기능 중 일부를 마우스에서도 가능하게 했다는데 의미가 있다. 또한 많은 맥 유저들이 평가했듯이, 아름다운 디자인을 가진 것이 특징이다.
그러나 매직 마우스에 관한 매킨토시의 기본 설정에 대해서 불만이 제기되었다. 기본 설정에서 이동에 대한 민감도가 너무 낮다는 것이다. 또한 멀티 터치 표면이므로 세 손가락을 이용해 더 많은 기능을 수행하게 할 수 있음에도 그것은 지원하지 않는다는 것이다. 이런 단점을 BTT 등 프로그램의 도움으로 해결하기도 한다. 일부 유저는 세 손가락 기능을 지원하지 않는 이유를 세 손가락 사용시 손 자세가 불편하기 때문이라고 추측했다. 기타 불만은 매직 마우스가 너무 낮아서 손목이 아프다는 것, 부정확하고 무거워서 포토샵, 게임 등에 적합하지 않다는 것, 배터리가 빨리 방전된다는 것, 노트북과 연결해 놓았을 때 노트북의 배터리 소모량이 증가한다는 것 등이다.
매직 마우스가 구동하는 데에는 OS X 레퍼드 10.5.8 버전 이상의 운영체제와 블루투스 기능이 필요하다. 왼손잡이나 오른손잡이에 맞게 설정을 변경할 수 있으며 정확도를 최대화하기 위해 레이저 마우스 방식을 채택했다. 발매와 동시에, 아이맥을 구입하면 무선 키보드와 함께 제공되게 되었다.
애플은 매직 마우스(와 AA 건전지를 사용하는 다른 무선 기기)를 위해서 2010년 7월 27일 Apple battery charger를 출시하기도 했다(미국 기준, 한국에는 더 늦게 출시됨). Apple battery charger는 산요의 Eneloop HR-3UTG 1.2V 1900mAh 6개와 충전기 1개로 구성된다. 애플에 따르면 이 충전기는 완충된 상태에서 소모 전력이 30mW로 일반적 수준(315 mW)에 비해 10배 적으며 타사의 AA NIiMH 충전지도 사용할 수 있다고 한다. 충전지는 최대 10년까지 사용할 수 있으며 1년간 사용하지 않아도 충전 용량의 최대 80%(전체용량의 79%)를 유지할 수 있다고 한다.

## 같이 보기
- 애플 마이티 마우스